# 2018년 크룬스타트 열차 충돌 사고
2018년 1월 4일 남아프리카 공화국 크룬스타트의 한 건널목에서 열차와 트럭이 충돌하는 사고가 발생하였다.
현지 시간 오전 9시 15분에 발생한 것으로, 쇼숄로자 메일이 운영하는 여객 열차가 헤넨만에서 크룬스타트로 가던 건널목에서 트럭과 충돌하였다. 열차가 탈선하여 세 대의 객차가 화재를 일으켰다. 이 사고로 20명이 사망하고, 254명이 부상을 당했다. 트럭 운전자는 생존하였으며, 도주하려다가
체포되었다.